# Ryan Hogarth
Ryan Hogarth (* 25. Januar 1992 in Kelso) ist ein schottischer Dartspieler.

## Werdegang

### Erste Karrierejahre
Hogarth sammelte erste Turnier-Erfahrungen, als er am Jugendturnier der PDC World Darts Championship 2011 teilnahm, wo er die Runde der letzten 64 erreichte. Im weiteren Verlauf des Jahres besuchte der Schotte Events der PDC Development Tour in England. Zudem versuchte er im gleichen Jahr, sich erstmals für die BDO-Weltmeisterschaft zu qualifizieren, scheiterte aber bei einem Qualifikationsturnier für die Weltmeisterschaft des Verbandes. Er nahm 2011 ebenfalls am World Masters, unterlag in der 2. Runde jedoch dem Finnen Jarkko Komula mit 0:3. 2012 nahm Hogarth ein weiteres Mal an der PDC World Youth Championship teil, das in diesem Jahr nicht mehr parallel mit dem Herrenturnier stattfand, wo er die erste Runde überstehen konnte und in der Runde der letzten 32 gegen Shaun Griffiths knapp mit 4:5 Legs verlor. Seine Teilnahmen an einem Qualifier für die BDO World Darts Championship 2013 und dem World Masters waren ein weiteres Mal erfolglos. Dafür erreichte er bei zwei Events der Challenge Tour der PDC einmal das Viertelfinale und das Halbfinale. Bei beiden Turnieren konnte er sich unter anderem gegen den Engländer Keegan Brown durchsetzen. Bei den World Masters 2013 überstand Hogarth die ersten beiden Runden, verlor jedoch in der Runde der letzten 80 gegen Ron Meulenkamp. Bis heute blieb dies Hogarths beste Platzierung beim ältesten noch bestehenden Dartsturnier der Welt. Bei den British Classics im Folgejahr kam der Schotte bis ins Viertelfinale, dahingegen scheiterten seine Bemühungen um ein Ticket für die Weltmeisterschaft 2015 zum wiederholten Male.

### Erste Erfolge auf derDevelopment Tour
Im Januar 2015 versuchte sich Hogarth erstmals bei der PDC Qualifiying School, wo er um eine Tour Card für die PDC Pro Tour kämpfte, jedoch bei jedem der vier Turniere in Runde zwei scheiterte. Für die UK Open der PDC konnte sich Hogarth ebenfalls nicht qualifizieren, allerdings erreichte er bei den German Open das Achtelfinale und kam somit erstmals bei einem Major-Turnier in eine der letzten Runden. An den Turnieren der PDC Challenge Tour und der PDC Development Tour nahm er in den Jahren 2015 und 2016 mit begrenztem Erfolg teil. Dafür erreichte Hogarth beim vom konkurrierenden Verband BDO ausgetragenen European Darts Classic 2016 das Achtelfinale, in welchem er Danny Noppert unterlag. Im Folgejahr zog er außerdem erstmals ins Viertelfinale eines Events der Development Tour ein, unterlag in diesem jedoch Ted Evetts. Die World Masters, an denen Hogarth 2016 nicht teilnahm, gingen auch 2017 erneut früh für ihn zu Ende (Runde der letzten 144).

### Heute
Seine bislang erfolgreichste Saison spielte Hogarth 2018, als er sich für die BDO World Trophy qualifizierte. Nach einem 6:3-Sieg über Gary Robson zog er ins Achtelfinale des Turniers ein, in welchem er jedoch von seinem Landsmann Ross Montgomery besiegt wurde. Auch bei den England National Championships machte Hogarth von sich Reden, indem er bei seiner ersten Teilnahme direkt das Viertelfinale erreichte. Beim WDF Europe Cup schied er im gleichen Jahr gegen den Favoriten Darius Labanauskas in der Runde der letzten 32 aus, nachdem er in den zwei Runden zuvor triumphieren konnte. Anfang Oktober nahm Hogarth ein weiteres Mal an einem Qualifier für die BDO-Weltmeisterschaft teil und konnte sich durch den Turniergewinn ein Ticket für die WM 2019 sichern. Sein Vorrundenspiel gegen den Serben Oliver Ferenc konnte der Schotte allerdings nicht gewinnen, sodass er nicht in die 1. Runde kam.
Bei der PDC Qualifying School 2021 konnte sich Hogarth am dritten Tag direkt für die Final Stage qualifizieren. Dort gelang es ihm allerdings nicht, sich eine Tour Card zu sichern. Daraufhin nahm Hogarth an der Challenge Tour und den British Classic der WDF teil, wo er das Achtelfinale erreichte.
2022 startet Hogarth erneut bei der Q-School. Dabei spielte er sich am zweiten Tag auf direktem Wege in die Final Stage. Eine Tour Card erspielen konnte er sich aber nicht. Bei der darauffolgenden Challgne Tour spielte sich Hogarth auf Rang 80 in der Order of Merit.
2023 nahm er erneut an der Q-School teil. Dabei gelang ihm ein tagessieg am dritten und letzten Tag der First Stage, womit Hogarth an der Final Stage teilnehmen durfte. Hier schied er jedoch punktlos aus.
Mitte Oktober spielte sich Hogarth bei den Irish Open ins Finale. Er unterlag dabei mit 2:6 gegen Shane McGuirk.
2024 war Hogarth wieder bei der Q-School dabei. Er gewann dabei zwei Spiele am zweiten Tag, was jedoch nicht reichte, um sich für die Final Stage zu qualifizieren. Mitte August spielte Hogarth daraufhin zwei WDF-Turniere in Schweden. Bei den Swedish Open schaffte er es dabei ins Halbfinale, welches er jedoch gegen den späteren Turniersieger Xianti Van den Bergh verlor. Kurz darauf stand Hogarth im Finale der England Masters. Dieses Mal unterlag er mit 4:5 Reece Colley.
Mitte Oktober spielte Hogarth das World Masters 2024 in Budapest. Mit vier Siegen schaffte er es dabei schadlos durch die Gruppenphase und zog in die K.-o.-Runde ein. Hier gewann er gegen den Kanadier John Hannon und den Ungarn Janos Vegső, bevor er mit 3:5 Barry Copeland aus Nordirland unterlag. Im November ging Hogarth beim Killarney Darts Festival an den Start. Bei den Winmau Irish Open stand er im Halbfinale, dass er mit 5:3 gegen James Beeton verlor. Bei der WDF World Darts Championship 2024 war Hogarth an Position 15 gesetzt. Er gewann in seinem ersten Spiel auch den ersten Satz gegen Jarno Bottenberg, konnte danach jedoch nur noch zwei Legs für sich entscheiden und schied mit 1:3 in Sätzen aus.
Mitte Februar stand Hogarth im Finale der Scottish Open. Er unterlag jedoch mit 3:5 Christian Perez.

## Weltmeisterschaftsresultate

### PDC-Jugend
- 2011: Runde der letzten 64 (2:4-Niederlage gegen  Curtis Bagley)
- 2012: Runde der letzten 32 (4:5-Niederlage gegen  Shaun Griffiths)

### BDO
- 2019: Vorrunde (1:3-Niederlage gegen  Oliver Ferenc)
- 2020: Achtelfinale (0:4-Niederlage gegen  Jim Williams)

### WDF
- 2024: 2. Runde (1:3-Niederlage gegen  Jarno Bottenberg)